# Priscilla (film)
Priscilla je americký životopisný dramatický film z roku 2023 režisérky Sofie Coppoly, která k němu také napsala scénář. Film je založen na knize Elvis and Me z roku 1985 od Priscilly Presleyové (která je také výkonnou producentkou) a Sandry Harmon. Film sleduje život Presleyové (hraje Cailee Spaeny) a její komplikovaný vztah s Elvisem Presleyem (hraje Jacob Elordi).
Film měl premiéru dne 4. září 2023 na Benátském filmovém festivalu. Ve Spojených státech bude měl premiéru dne 3. listopadu 2023. Film získal převážně pozitivní recenze od kritiků. Na komunitním portálu Rotten Toamtoes a dalších místech ale diváci poukazují na jednostrannost a horší kvalitu. Spaeny za svůj výkon obdržela nominaci na Zlatý glóbus za nejlepší herečku v dramatu.

## Obsazení
- Cailee Spaeny jako Priscilla Presleyová
- Jacob Elordi jako Elvis Presley
- Dagmara Domińczyk jako Ann Beaulieu, matka Priscilly
- Raine Monroe Boland a Emily Mitchell jako Lisa Marie Presleyová
- Rodrigo Fernandez-Stoll jako Alan
- Luke Humphrey jako Terry West
- Dan Beirne jako Joe Esposito
- Olivia-Mai Barrett jako Aleberta
- Dan Abramovici jako Jerry Schilling
- R Austin jako Larry Geller
- Evan Annisette jako Mike Stone